# 582 TCN
582 TCN là một năm trong lịch La Mã.